# Felix Schreiner

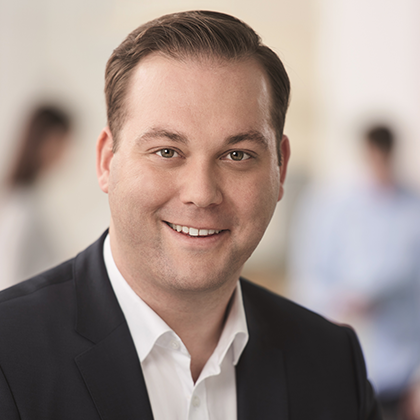
Felix Schreiner, MdB (2017)

Felix Schreiner (* 29. Januar 1986 in Waldshut) ist ein deutscher Politiker (CDU) und war von 2011 bis 2017 Mitglied des Landtages von Baden-Württemberg. 2017 wurde er als Direktkandidat in den Deutschen Bundestag gewählt. Er ist seit dem 13. Mai 2025 Parlamentarischer Geschäftsführer der Fraktion.

## Ausbildung und Beruf
Felix Schreiner wuchs als Sohn einer Buchhändlerfamilie auf und besuchte die Grundschule in Lauchringen. Nach dem Besuch der Realschule in Tiengen erlangte er die Fachhochschulreife am Wirtschaftsgymnasium in Waldshut.
Seine Berufsausbildung zum Verwaltungsfachangestellten absolvierte er bei der Gemeinde Lauchringen sowie bei der Verwaltungsschule des Gemeindetags Baden-Württemberg in Karlsruhe. Im Anschluss daran arbeitete er als persönlicher Referent von Bürgermeister Thomas Schäuble und Hauptamtsmitarbeiter in der Kommunalverwaltung von Lauchringen. Daraufhin schloss er den Bachelorstudiengang Wirtschaftsrecht an der Fachhochschule für Wirtschaft- und Umwelt in Nürtingen-Geislingen erfolgreich mit der Verleihung des akademischen Grades eines Bachelor of Laws (abgekürzt LL.B.) ab. Vor seiner Wahl in den Landtag von Baden-Württemberg war er als persönlicher Mitarbeiter des Vorstandes bei der Sparkasse Bonndorf-Stühlingen beschäftigt.

## Politische Tätigkeit und ehrenamtliche Mandate
Felix Schreiner trat im Jahre 2003 mit 17 Jahren in die CDU ein und wurde 2007 zum Vorsitzenden des CDU-Ortsverbandes in Lauchringen gewählt. Zuvor war er in der Jungen Union Lauchringen und als Beisitzer im CDU-Vorstand aktiv. 2005 wurde Felix Schreiner zum Pressesprecher des CDU-Kreisverbandes Waldshut gewählt und gehört seitdem dem CDU-Kreisvorstand an. 2010 wählte ihn der Kreisverband zum damals jüngsten Kreisvorsitzenden der CDU in Deutschland. Seither wurde er zweimal in seinem Amt bestätigt. Von 2011 bis 2013 gehörte Felix Schreiner als gewähltes Mitglied dem Bezirksvorstand der CDU-Südbaden an, bevor er 2013 in den Landesvorstand der CDU Baden-Württemberg gewählt wurde.
Er war von 2010 bis 2012 Mitglied im Landesvorstand der Jungen Union Baden-Württemberg. Von 2012 bis 2014 war Felix Schreiner Mitglied im Bundesvorstand der Jungen Union Deutschlands.
Im Alter von 23 Jahren wurde Felix Schreiner 2009 zum jüngsten Gemeinderat in der Geschichte der Gemeinde Lauchringen gewählt, wobei er nach dieser Wahl Vorsitzender der CDU-Gemeinderatsfraktion wurde. Bei der Kommunalwahl 2014 wurde er erneut in den Gemeinderat seiner Heimatgemeinde gewählt. Ebenfalls wurde er bei der Kommunalwahl am 25. Mai 2014 als jüngstes Mitglied in den Kreistag des Landkreises Waldshut gewählt.

## Abgeordnetentätigkeit
Bei der Landtagswahl am 27. März 2011 gewann Schreiner das Direktmandat im Landtagswahlkreis Waldshut, zu dem neben dem Landkreis Waldshut die Städte Rheinfelden (Baden) und Schwörstadt im Landkreis Lörrach gehören.
2011 wurde Felix Schreiner durch den Landtag von Baden-Württemberg als Mitglied in den Oberrheinrat (Conseil Rhénan) gewählt. Im Jahr 2014 wurde er durch den Landtag in das Kuratorium der Landeszentrale für politische Bildung berufen.
Bei der Landtagswahl 2016 gewann Schreiner erneut das Direktmandat und wurde damit in den Landtag wiedergewählt.
Er war Mitglied im Ausschuss für Umwelt, Klima und Energiewirtschaft, sowie im Ausschuss für Verkehr und Sprecher der CDU-Landtagsfraktion für Umweltpolitik und Vorsitzender des Arbeitskreises X – Verkehr.
Am 28. Oktober 2016 wurde er auf dem Nominierungsparteitag der CDU-Kreisverbände Waldshut und Breisgau-Hochschwarzwald mit 96 % der Stimmen als Bundestagskandidat zur Bundestagswahl 2017 im Wahlkreis Waldshut als Nachfolger von Thomas Dörflinger nominiert.
Bei der Bundestagswahl 2017 wurde er mit 41,9 % Erststimmen direkt in den Deutschen Bundestag gewählt, Sabine Hartmann-Müller rückte für ihn in den Landtag nach.
Im 19. Deutschen Bundestag ist Schreiner ordentliches Mitglied und Schriftführer des Ausschusses für Verkehr und digitale Infrastruktur. Zudem gehört er als stellvertretendes Mitglied dem Ausschuss für Tourismus, der Enquete-Kommission Künstliche Intelligenz, sowie dem Ausschuss für Familie, Senioren, Frauen und Jugend an.
Außerdem ist Schreiner Mitglied der überparteilichen Europa-Union Deutschland, die sich für ein föderales Europa und den europäischen Einigungsprozess einsetzt.
Seit dem 13. Mai 2025 ist er einer von drei Parlamentarischen Geschäftsführern der CDU/CSU-Fraktion im Deutschen Bundestag.

## Privates
Felix Schreiner ist verheiratet und lebt mit seiner Familie in Lauchringen. Er ist evangelischen Glaubens und Mitglied zahlreicher Vereine, u. a. des Narrenverein Schwanenmühle, der Gesellschaft zur Förderung der Deutsch-Amerikanischen Freundschaft und im Lions-Club Waldshut.

## Sonstiges Engagement
Seit März 2015 ist Schreiner Präsident des Blasmusikverbandes Hochrhein.